# Los Pollos Hermanos
Los Pollos Hermanos (lett. "I polli fratelli") è una catena immaginaria di ristoranti fast food specializzata in pollo fritto che è stata presentata nella serie televisiva Breaking Bad e nel suo spin-off Better Call Saul. Nell'universo immaginario di Breaking Bad, Los Pollos Hermanos è presentato come un'organizzazione di copertura per le operazioni di produzione e distribuzione di metanfetamine di Gus Fring, ma è anche molto apprezzato dal grande pubblico del sud-ovest come una catena regionale alla pari di KFC. Il set utilizzato per la location del ristorante ad Albuquerque nello spettacolo è situato in una filiale del ristorante Twisters a South Valley, nel New Mexico, e Twisters ha visto un aumento degli affari attribuito all'associazione con Breaking Bad.

## Storia nell'universo di Breaking Bad

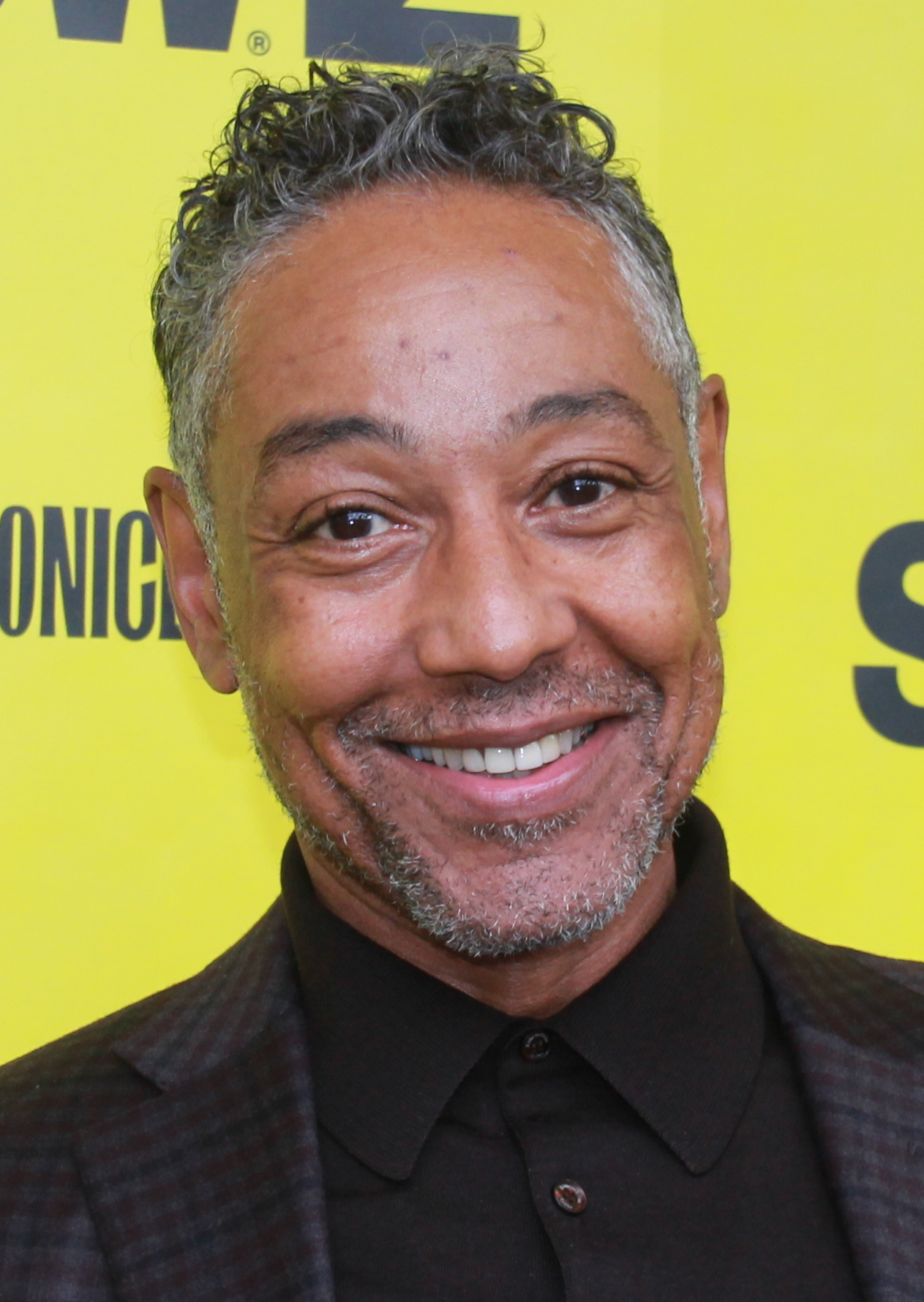
Giancarlo Esposito interpreta il ruolo di Gus Fring, il proprietario di Los Pollos Hermanos.

Los Pollos Hermanos è stata fondata da cittadini cileni e soci in affari Gus Fring (interpretato da Giancarlo Esposito) e Max Arciniega (James Martinez) in Messico. Una storia apocrifa raccontata in uno spot televisivo immaginario suggerisce che sia stata ispirata dalle ricette cucinate dagli zii di Gus. Alla fine, Gus emigrò negli Stati Uniti e aprì filiali principalmente nel Nuovo Messico, e la catena crebbe fino ad avere 14 sedi in tutto il sud-ovest americano. I camion della catena sono stati utilizzati per contrabbandare la droga prodotta dal cartello della droga immaginario dello show attraverso il confine tra Messico e Stati Uniti. Un grande allevamento di polli per Los Pollos Hermanos alla periferia di Albuquerque fungeva da facciata dove la metanfetamina in arrivo veniva lavorata e spedita ai vari negozi e ad altre destinazioni. Fring manteneva i ristoranti puliti da qualsiasi attività legata alla droga.
La società alla fine divenne una filiale di un immaginario conglomerato marittimo tedesco, la Madrigal Electromotive GmbH, i cui contatti vennero usati per aumentare ulteriormente la portata delle operazioni legali e illegali. Dopo la morte di Fring per mano di Walter White (Bryan Cranston) e Hector Salamanca (Mark Margolis), la catena fu chiusa e il ristorante principale di Albuquerque fu sostituito con un Twisters (lo stesso ristorante utilizzato come set delle riprese nella realtà).

## Storia nella vita reale

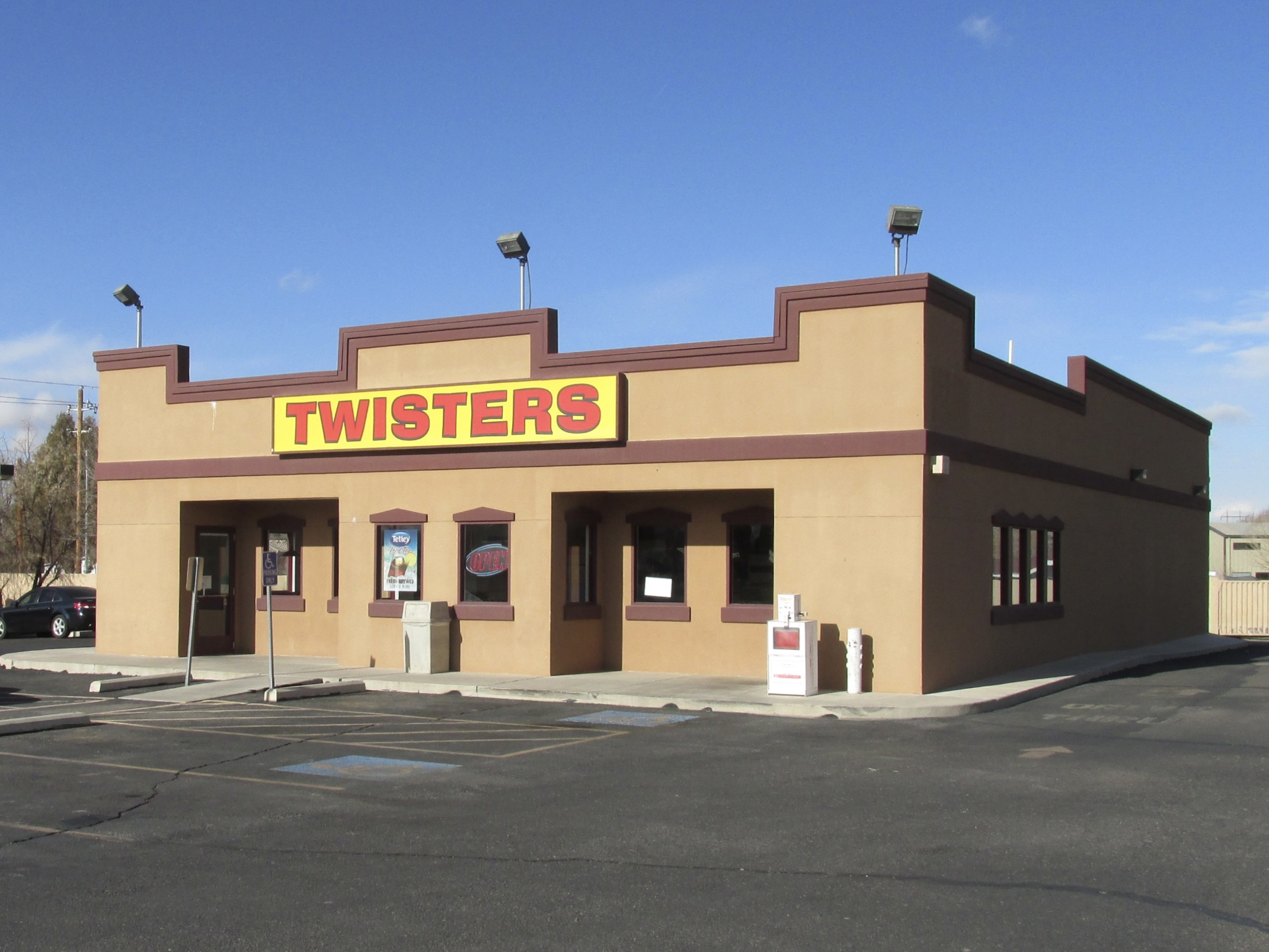
Il Twisters ad Albuquerque usato durante le riprese di Breaking Bad e Better Call Saul

Mentre Breaking Bad era ancora in onda nel 2013, Twisters affermò di aver ricevuto un aumento del 10% delle entrate grazie alla sua associazione con Breaking Bad.
Nel 2014, un uomo della contea di Cook, nell'Illinois, è stato arrestato e accusato di diversi crimini, tra cui la produzione di metanfetamine, e indossava una maglietta di Los Pollos Hermanos nella sua foto segnaletica. Il creatore di Breaking Bad, Vince Gilligan, ha rivelato in un AMA Reddit del 2015 che Sony stava discutendo per trasformare Los Pollos Hermanos in un vero ristorante.
Il logo di Los Pollos Hermanos è stato creato nel 2008 dall'artista messicano Humberto Puentes-Segura. Topanga Productions, una filiale di Sony Pictures, produttore di Breaking Bad, ha iniziato a vendere prodotti tra cui magliette e cappelli con il logo Los Pollos Hermanos. Nel 2016, Puentes-Segura ha citato in giudizio Sony Pictures e Topanga Productions, sostenendo di non aver consentito a Sony di concedere in licenza o vendere merce utilizzando il logo.
Nel 2017 Los Pollos Hermanos ha aperto una serie di ristoranti pop-up in diverse città. È stata annunciata l'apertura dal 9 al 10 aprile a New York City a Pearl Street, anche se il pop-up offriva solo patatine fritte e non pollo, forse per evitare violazioni della legge sulla salute di New York. È apparso anche a Los Angeles dal 10 all'11 aprile e ad Austin, in Texas, per South by Southwest. Dall'11 al 12 aprile, si è verificato un evento pop-up al Thirsty Bird a Potts Point, nel Nuovo Galles del Sud, con la visita di Giancarlo Esposito il primo giorno. Netflix, distributore internazionale della serie, ha anche organizzato due eventi pop-up separati in Italia il 12 e 13 maggio in veri ristoranti di pollo fritto a Roma e Milano, decorati per assomigliare ai ristoranti Los Pollos Hermanos.
Nel 2017, la miniserie Los Pollos Hermanos Employee Training è stata pubblicata come promo per la terza stagione di Better Call Saul. Ha vinto il premio per la serie comica o drammatica in formato breve al 69º Primetime Creative Arts Emmy Awards.